# 船橋市立葛飾小学校

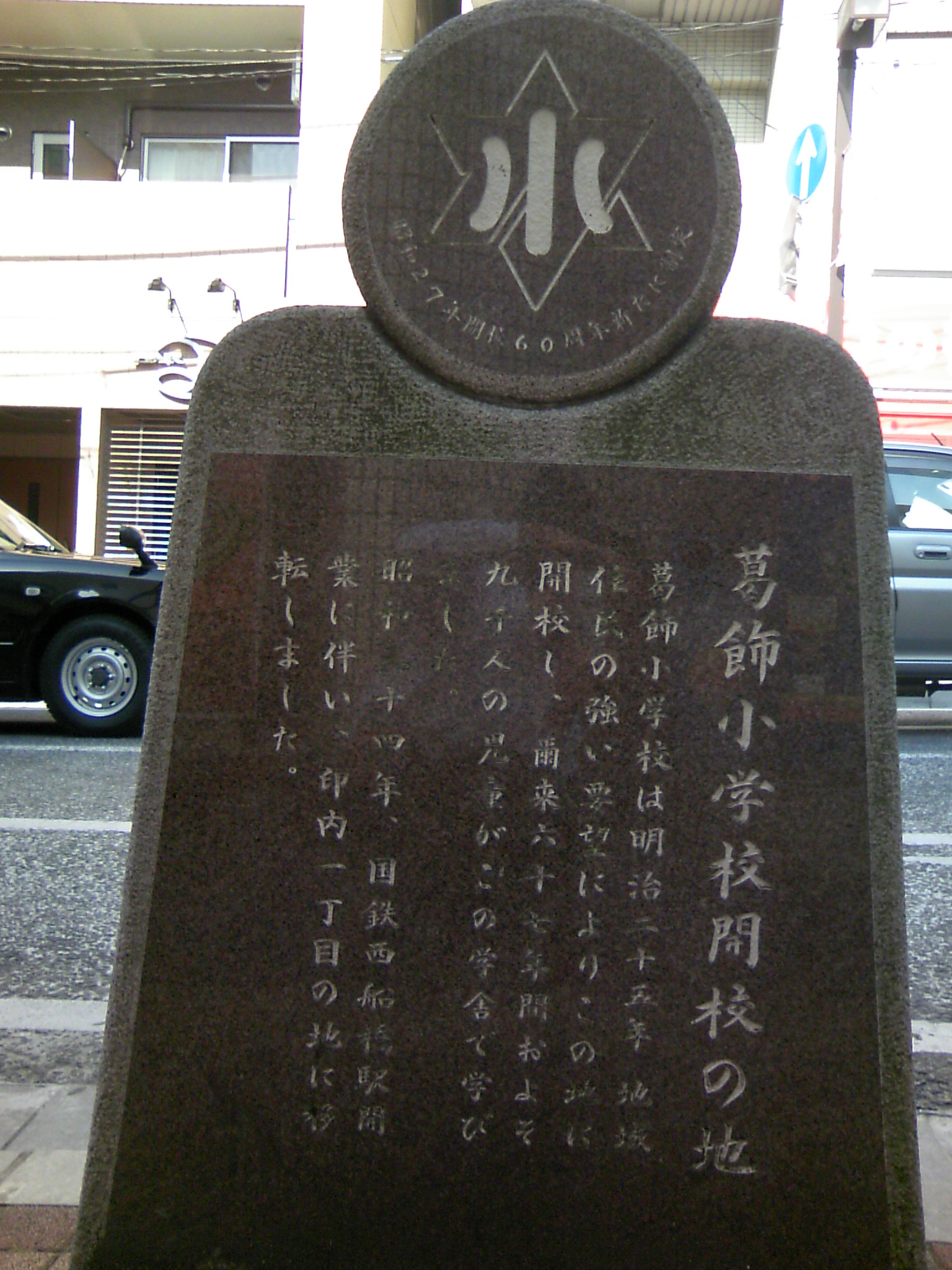
西船橋駅北口郵便局そばの「葛飾小学校開校の地」記念碑

船橋市立葛飾小学校（ふなばししりつ かつしかしょうがっこう）は、千葉県船橋市印内一丁目にある公立小学校。通称は「葛小」（かっしょう）。生徒人数は約1450人で、これは全国1位（2012年度）。しかし、最近児童数を減らしている。

## 概観
船橋市の西部（旧葛飾町）地域で、最も古い小学校。2022年で開校130年を迎える。旧称は「葛飾町立葛飾尋常小学校」。
- 元々は現在のJR西船橋駅の場所にあったが、のちに移転し、現在に至る。
- 帰国子女の教育に積極的で、帰国児童受け入れ推進地域である船橋市のセンター校である。
- 学校周辺にマンションが相次いで建設され、児童数が膨れ上がったため、校舎の増築が行われた。
- 隣には船橋市立葛飾中学校がある。毎年6年生を対象に、葛飾中による新入生説明会が行われる。
- 課外クラブには吹奏楽部やバスケットボール部などがある。また体育館やグラウンドでは、地元のクラブチームも活動している。

### 学校行事
主な行事は5月に運動会があり、音楽発表会が10月、マラソン大会が12月に行われる。また、6年生は修学旅行が9月に行われる。

### 教育目標
- かしこく（自ら学びとる子）
- ゆたかに（認め合う心を持つ子）
- たくましく（健康な心身を持つ子）

の育成

## 沿革
- 1892年4月 - 開校。

## 学区
校区は旧葛飾町全域であったが、児童生徒数増加により校区変更がなされ、現在は西船5－7丁目、印内1丁目、東中山1－2丁目の全域、および西船3－4丁目、印内2－3丁目、古作2－3丁目、葛飾町、本郷町、印内町のそれぞれ一部となっている。特に西船1－2丁目全域および西船３－4丁目の大部分は東隣の市立西海神小学校に校区が変更され、遠くの小学校への通学が強いられている。

## 著名な関係者
- 斎藤信夫 - 作詞家。「里の秋」の作詞で知られる。葛飾尋常小学校時代の教員であった。
- 塚田捷 - 東京大学名誉教授。物性物理学。昭和30年（1955年）卒。
- 町田武生 - 埼玉大学名誉教授。実験老年学・神経生物学。昭和31年（1956年）卒。瑞宝中綬章受賞（2022年）。
- 岡谷柚奈 - シンガーソングライター。703号室で知られる。平成24年（2012年）卒

## 交通
- JR線西船橋駅下車　徒歩10分
- 京成本線京成西船駅下車　徒歩5分

## 周辺の施設
- 京成西船駅
- 西船橋駅
- 宝成寺
- 勝間田公園